# Бій під Стороною
У листопаді 1944 року згідно з наказом командування УПА курінь «Рена», в числі чотирьох сотень, повертався з Карпатського рейду, з-під Івано-Франківська на Лемківщину. Для кращого маневрування командир «Рен» поділив курінь на дві групи й кожній з них визначив різні маршрути. У першій групі була сотня «Веселого» та «Нечая», у другій — сотні «Байди» і «Бурлаки». У ніч з 16 на 17 листопада сотня «Байди» розмістилася на відпочинок у забудованнях порожньої лісничівки у лісі на захід від села Сторона в урочищі Кути. Сотня «Бурлаки» заквартирувала в присілку Сторонівка та в горішньому кінці села, недалеко від цього лісу. Курінний «Рен» залишився при сотні «Байди». Сотня «Байди» мала залишитись на Самбірщині та Бойківщині. Вона мала чекати на дальші накази Головного командування УПА. У плані командування було вислати її, при відповідних обставинах, на східноукраїнські терени. Командиром цієї сотні був Петро Миколенко «Байда» — майор УПА, командир Перемишльського куреня і заступник командира 26 тактичного відтинку УПА "Лемко. «Байда» походив із Полтавщини, був лейтенантом Червоної армії. Наприкінці 1943 року перейшов до УПА на території 25 воєнної округи «Маківка». У 1944 році організував сотню із самих наддніпрянців.
Вдосвіта в сірий холодний сльотливо-сніжний ранок 17 листопада з Підбужа біля тисячі енкаведистів на вантажівках під'їхали до центру села, біля школи. Їхні сили були стягнуті з Дрогобича, Самбора, Дублян і Підбужа. На одному з перших авт їхав на цю «акцію», показуючи дорогу, місцевий запроданець-енкаведист, колишній курокрад, якого помилувала місцева поліція за діяльність при «перших совєтів», — Михайло Фаїк. Він був комсомольським активістом, вислужником комуністичного режиму. З приходом «других совєтів», відразу в 1944 році, вступив на каїнову службу до НКВД у Підбужі. Біля насипаної могили в селі Сторона, на пам'ять замордованих більшовиками 11 молодих юнаків у тюрмах Дрогобича, Самбора в 1940—1941 роках, Фаїк зупинив автомашину і видерся на високий насип та сокирою зрубав хреста. Зробивши цю ганебну справу він сів до авта. Однак за якихось 10-15 хвилин, на початку присілка Сторонівка, у нього влучила перша блукаюча куля…
…Сотенний «Бурлака» попередив стежі й вислав розвідників до села, щоби зібрати додаткову інформацію про чисельний стан, озброєння та напрям руху ворога. Одночасно наказав чотовим виходити із села разом з табором. У цей час уже відділи прикордонних застав оточили частину села, де базувалася сотня «Бурлаки». Коли сотенний «Бурлака» отримав інформацію від розвідки, то він вирішив рухатись пробоєм із села у напрямі лісу, де сотня «Байди» вже зводила бій з ворогом. Значна частина чекістів оточила сотню «Байди» на лісничівці. У лісі розгорівся запеклий бій між сотнею «Байди» та наступаючими енкаведистами. Сотня «Байди» складалася з колишніх вояків Червоної армії, які були родом із східних земель України. Під час сутички енкаведисти перемішалися з повстанцями і дійшло до рукопашного бою. Червоним важко було розібратися де свої, а де чужі. Тим більше, що повстанці також були одягнені у форму червоноармійців. Вояки сотні «Байди» знали термінологію червоноармійської команди, стиль розмовної російської мови, якою послуговувалися енкаведисти, і це призвело до дезорієнтації ворога. Повстанські кулеметники, зайнявши вигідніші позиції, косили ворога. Це значно полегшувало можливість (хоча із великими труднощами) пробитись із оточення сотні «Бурлаки». Внаслідок затяжного бою сотня втратила 12 вояків.
…У лісовому бою перервався зв'язок між чотами сотні «Бурлаки». Дві чоти долучили до сотні «Байди», чим полегшили його ситуацію — збільшилась вогнева міць. Власне ці чоти вдарили зненацька в тил енкаведистам, посіявши серед них паніку. Ворога було вибито з його позицій і розблоковано сотню «Байди». У цьому жорсткому бою, із використанням важких кулеметів, вдалося повністю відкинути енкаведистів на присілок Сторонівка.
Але, на жаль, у руки ворога потрапив майже весь табір з кіньми, возами, запасами амуніції та ліків. Рухаючись на Лемківщину, командир «Рен» старався перевезти з собою якнайбільше боєприпасів і медикаментів, здобутих під час переходу фронту. Це було дуже важке завдання, бо майже неможливо було маскувати перед ворогом перехід сотень, які вели із собою табір з кіньми.
На місці цілоденного бою «На Кутах» загинули 24 вояки УПА. Наступного дня їх захоронило місцеве населення. Серед них був і нинішній житель Дрогобича Михайло Гірчак (Ковалів). Після бою енкаведисти підпалили хати на хуторі та озвірілі від люті вкинули у вогонь 35-річного Василя Титара, батька кількох маленьких дітей. Втрати енкаведистів були значними: 142 нападники, серед них два у формі лейтенантів…
«Бурлака» — Володимир Щигельський, підпоручик УПА, командир сотні в курені «Рена», а згодом в курені майора «Байди». Він народився 8 серпня 1920 року у Львові. У 1939 році боровся з мадярами в рядах Карпатської Січі. У 1944 році разом із станицею німецької поліції, членами якої були українці, в Медиці перейшов до УПА. У вересні 1947 року пробував перейти разом з частинами розбитих сотень «Крилача» й «Ластівки» на Захід. Під час рейду на території Чехословаччини потрапив у полон і 22 травня 1948 року переданий полякам. 4 січня 1949 року військовий суд виніс йому смертний вирок.

## Список загиблих
Нижче наведені відомі прізвища або псевдо полеглих вояків.
1. «Полтавець» (прізвище, дата і місце народження незнані). Стрілець сотні «Байди».
2. «Довбня» (прізвище, дата і місце народження незнані). Походив із Східної України. Стрілець сотні «Байди».
3. «Дон» (прізвище, дата і місце народження незнані). Походив із Східної України. Стрілець сотні «Байди».
4. «Донський» (прізвище, дата і місце народження незнані). Походив із Східної України. Стрілець сотні «Байди».
5. «Калина» (прізвище, дата і місце народження незнані). Походив із Східної України. Стрілець сотні «Байди».
6. «Короленко» (прізвище, дата і місце народження незнані). Походив із Східної України. Стрілець сотні «Байди».
7. «Морський» (прізвище, дата і місце народження незнані). Походив із Східної України. Стрілець сотні «Байди».
8. «Паливода» (прізвище, дата і місце народження незнані). Походив із Східної України. Стрілець сотні «Байди».
9. «Побережний» (прізвище, дата і місце народження незнані). Походив із Східної України. Стрілець сотні «Байди».
10. «Стороженко» (прізвище, дата і місце народження незнані). Походив із Східної України. Стрілець сотні «Байди».
11. «Цяпка» (прізвище, дата і місце народження незнані). Походив із Східної України. Стрілець сотні «Байди».
12. Бурмич Володимир «Цвіркун», 1916 р.н., село Терка Сяніцького повіту, стрілець сотні «Байди».
13. «Кручений» (прізвище, дата і місце народження незнані). Стрілець сотні «Бурлаки».
14. Мацько Дмито «Яблонський», 1923 р.н., село Дзвиняч Турківського повіту. Стрілець сотні «Бурлаки».
15. «Мороз» (прізвище, дата і місце народження незнані). Стрілець сотні «Бурлаки».
16. «Пиріг» (прізвище, дата і місце народження незнані). Стрілець сотні «Бурлаки».
17. «Сніжний» (прізвище, дата і місце народження незнані). Стрілець сотні «Бурлаки».
18. «Соловій» (прізвище, дата і місце народження незнані). Стрілець сотні «Бурлаки».
19. Сушко (ім'я незнане) «Трава», народився в селі Стежниця Сяніцького повіту. Стрілець сотні «Бурлаки».
20. «Чатина» (прізвище, дата і місце народження незнані). Стрілець сотні «Бурлаки».
21. Когут Василь «Роман», народився 1919 року в селі Колодниця Стрийського району. Стрілець сотні «Бурлаки».
22. Крук Лука, 1910 року народження, село Шарпанці Сокальського району. Стрілець сотні «Бурлаки».
23. Малий Богдан «Карпо», народився у селі Свидник Турківського району. Стрілець сотні «Бурлаки».
24. Ковтун Іван, народився у селі Свидник Турківського району. Стрілець сотні «Бурлаки».[1]

## Вшанування
У наші часи молодь села Сторона при допомозі Самбірської Січі на місці похованих повстанців висипала високу могилу. 14 жовтня 1990 року цю могилу освячено і відправлено панахиду при великому здвигу народу. Щорічно на могилі відправляється панахида за борців за волю України.